# Johar Baru (onderdistrict)
Johar Baru is een onderdistrict van de stadsgemeente Jakarta Pusat (Centraal Jakarta) in de provincie Jakarta, Indonesië.
In Johar Baru bevindt zich het Ministerie van Volksgezondheid (Kawasan Departemen Kesehatan).

## Verdere onderverdeling
Het onderdistrict Johar Baru is verdeeld in 4 kelurahan:
1. Galur, postcode 10530
2. Tanah Tinggi (Johar Baru), postcode 10540
3. Kampung Rawa, postcode 10550
4. Johar Baru (plaats), postcode 10560